# Agalinis glandulosa
Agalinis glandulosa är en snyltrotsväxtart som först beskrevs av Graziela Maciel Barroso, och fick sitt nu gällande namn av V.C.Souza. Agalinis glandulosa ingår i släktet Agalinis och familjen snyltrotsväxter. Inga underarter finns listade i Catalogue of Life.